# FC Grenchen
FC Grenchen is een Zwitserse voetbalclub uit Grenchen en werd in 1906 opgericht. Tussen 1924 en 1973 speelde de club meestal op het hoogste niveau in de Nationalliga A. Daarna zakte de club 'step by step" af naar de lagere Zwitserse voetbalregionen. De club speelt in 2021 in de zesde klasse van het Zwitserse voetbal.
Sinds 1963 houdt Grenchen elk jaar de Uhrencup, het oudste voorbereidingstoernooi van Zwitserland dat elke zomer gehouden wordt. Vaak is er een aantrekkelijk deelnemersveld waaronder ook buitenlandse clubs als 1. FC Kaiserslautern, Schalke 04, Trabzonspor, Bayer 04 Leverkusen en 1. FC Köln.

## Erelijst
- Schweizer Cup
  - Winnaar: 1959
  - Finalist: 1940, 1948, 1960
- Uhrencup
  - Winnaar: 1962, 1971, 1981, 1982, 1985, 1999

## Eindklasseringen
- 1946 11e
Nationalliga A
- 1947 7e
Nationalliga A
- 1948 6e
Nationalliga A
- 1949 10e
Nationalliga A
- 1950 7e
Nationalliga A
- 1951 13e
Nationalliga A
- 1952 2e
Nationalliga B
- 1953 12e
Nationalliga A
- 1954 7e
Nationalliga A
- 1955 12e
Nationalliga A
- 1956 13e
Nationalliga A
- 1957 2e
Nationalliga B
- 1958 5e
Nationalliga A
- 1959 2e
Nationalliga A
- 1960 11e
Nationalliga A
- 1961 4e
Nationalliga A
- 1962 11e
Nationalliga A
- 1963 9e
Nationalliga A
- 1964 3e
Nationalliga A
- 1965 11e
Nationalliga A
- 1966 11e
Nationalliga A
- 1967 8e
Nationalliga A
- 1968 14e
Nationalliga A
- 1969 6e
Nationalliga B
- 1970 3e
Nationalliga B
- 1971 2e
Nationalliga B
- 1972 10e
Nationalliga A
- 1973 14e
Nationalliga A
- 1974 3e
Nationalliga B
- 1975 8e
Nationalliga B
- 1976 7e
Nationalliga B
- 1977 7e
Nationalliga B
- 1978 7e
Nationalliga B
- 1979 11e
Nationalliga B
- 1980 8e
Nationalliga B
- 1981 9e
Nationalliga B
- 1982 5e
Nationalliga B
- 1983 10e
Nationalliga B
- 1984 10e
Nationalliga B
- 1985 1e
Nationalliga B
- 1986 15e
Nationalliga A
- 1987 1e
Nationalliga B
- 1988 2e
Nationalliga B
- 1989 2e
Nationalliga B
- 1990 6e
Nationalliga B
- 1991 7e
Nationalliga B
- 1992 2e
Nationalliga B
- 1993 5e
Nationalliga B
- 1994 7e
Nationalliga B
- 1995 10e
Nationalliga B
- 1996 3e
1. Liga
- 1997 6e
1. Liga
- 1998 3e
1. Liga
- 1999 5e
1. Liga
- 2000 9e
1. Liga
- 2001 5e
1. Liga
- 2002 8e
1. Liga
- 2003 12e
1. Liga
- 2004 8e
1. Liga
- 2005 3e
1. Liga
- 2006 7e
1. Liga
- 2007 14e
1. Liga
- 2008 10e
1. Liga
- 2009 8e
1. Liga
- 2010 7e
1. Liga
- 2011 14e
1. Liga
- 2012 13e
1. Liga
- 2013 3e
1. Liga
- 2014 7e
1. Liga
- 2015 14e
1. Liga
- 2016 14e
2. Liga Interregional
- 2017
2. Liga
- 2018
2. Liga
- 2019 3e
2. Liga
- 2020 10e
2. Liga Interregional
- 2021 5e
2. Liga Interregional
- 2022
2. Liga Interregional

- Niveau 1
- Niveau 2
- Niveau 3
- Niveau 4
- Niveau 5
- Niveau 6

Tot 2003 stonden de hoogste twee divisies bekend als Nationalliga A en B. De Promotion League stond tot 2014 bekend als 1. Liga. 
 Vanaf seizoen 2013/14 is de 1. Liga Classic het 4e niveau en de 2. Liga Interregional het 5e niveau.

## Geschiedenis
| Periode   | Niveau |
| --------- | ------ |
| 1924–1931 | I      |
| 1937–1951 | I      |
| 1951–1952 | II     |
| 1952–1956 | I      |
| 1956–1957 | II     |
| 1957–1968 | I      |
| 1968–1971 | II     |
| 1971–1973 | I      |
| 1973–1985 | II     |
| 1986–1995 | II     |
| 1995–2012 | III    |
| 2012–2015 | IV     |
| 2015–2016 | V      |
| 2016–2019 | VI     |
| 2019–.... | V      |

## Bekende (oud-)spelers
- Włodzimierz Ciołek